# Rio Mun
O rio Mun (em tailandês:  แม่น้ำมูล) é um rio que faz parte da bacia do rio Mecom, contando com cerca de 21.000 km cúbicos de água. O rio também conhecido pelo nome de "Maenam Song Si", cuja tradução literal seria "mãe água de duas cores" (Mae = mãe, Nam = água, Song = dois, Si = cor), uma vez que, em sua foz, suas águas azuis se misturam com as águas acastanhadas do Mecom ao longo de 84 quilômetros da cidade de Ubon.
Seu principal tributário é o rio Chi.